# ハナハン (サウスカロライナ州)
ハナハン（英: Hanahan) は、アメリカ合衆国サウスカロライナ州南東部のバークレー郡に位置する都市である。2010年国勢調査での人口は17,997 人だった。チャールストン海軍統合ブリッグを含めチャールストン海軍武器基地の敷地の一部が市内にある。アメリカ合衆国行政管理予算局が定義し、アメリカ合衆国国勢調査局など連邦政府機関が統計の目的に利用する大都市圏としては、チャールストン・ノースチャールストン・サマービル大都市圏に、またチャールストン・ノースチャールストン都市化地域に属している。

## 地理
ハナハンはバークレー郡でも南端にあり、市域はその西部と南部境界がチャールストン郡と接している。ハナハンは市として1972年に法人化された。
ハナハンはその西と南をノースチャールストン市に接している。東は旧海軍武器基地であり、元は潜水艦基地だった。現在も連邦政府の資産である。この基地の大変小さな部分がハナハン市域に入っている。元の潜水艦基地としての用途の他に海軍統合ブリッグがあり、また海軍の原子力学校もある。その東と北にはグースクリーク市やバークレー郡の未編入領域となっている。
CSXトランスポーテーションがハナハン市の西境界にそって南北に走る鉄道線を所有している。ハナハンは主に住宅の都市である。北東部と南東部にはかなりの数の倉庫があり、その大半はチャールストン港、航空産業、物流および防衛産業に直結している。商業地区が2つあり、その1つは市の南端に、もう1つはタナー・プランテーションにある。タナー・プランテーションと呼ばれる地域では商業開発もあったが、主に住宅地域であり、過去約15年間で開発されてきた。鉄道や幹線道路に近いことで貨物の倉庫には理想的な場所となっている。
市内にあるオトラント・プランテーションが1978年にアメリカ合衆国国家歴史登録財に指定された。
アメリカ合衆国国勢調査局に拠れば、市域全面積は11.5平方マイル (29.8 km2)であり、このうち陸地10.7平方マイル (27.7 km2)、水域は0.81平方マイル (2.1 km2)で水域率は7.14%である。

## 地域社会
ハナハンには就学年齢の子供達のために公立学校が3校ある。ハナハン小学校とハナハン中学校はどちらも、2014年にアメリカ合衆国教育省から全米ブルーリボン賞を授与された。サウスカロライナ州全体は5校が受賞したものであり、そのうち2校がハナハン市の学校だった。州内ではソフトボールと野球の優秀な選手を養成し続けている。9歳と11歳の女子チームが2013年にディキシー・ポニーテイルズ・ワールドシリーズ・ソフトボール選手権とディキシー・エンジェルス・ワールドシリーズ・ソフトボール選手権で優勝した。
ハナハンではいくつか専門的なサービスを受けられる。市内には医師の事務所があり、数人の医師が勤務している。歯科医院は5か所あり、多くの歯科医師がいる。獣医は2人、大規模な土地測量会社、1人の専門的ファイナンシャル・アドバイザーがおり、かなり大きな専門的エンジニアリング会社と防衛に関わるエンジニアリング会社がある。
市内にイーマンズ・ホール・クラブのゴルフコースがある。イーマンズはサウスカロライナ州でも第2位の民間コースとランク付けされている。1925年に建設され、セス・レイナーが設計したコースは世界的なコースであり続けている。ここにはライブオークやその他様々な樹木が並んでおり、コースの自然美を際立てている。
釣りとウォータースポーツもハナハンでの生活で大きな部分を占めている。幾つかの地区はその背後に潮汐のある水域があり、クーパー川やチャールストン港に直接アクセスできる。グースクリーク貯水池がハナハン市の中央にあり、数多くの種の魚が生息し、毎年幾つかの選手権も開催されている。
ハナハン円形劇場は2013年の開館であり、屋外地域劇場として行事や、映画、コンサートを開催している。

## 人口動態
2014年の推計人口は19,865人となり、2010年からの4年間では10.4%の成長と拡大を続けている。
以下は2000年の国勢調査による人口統計データである。
| 基礎データ - 人口: 12,937 人 - 世帯数: 5,243 世帯 - 家族数: 3,339 家族 - 人口密度: 496.0人/km2（1,284.7 人/mi2） - 住居数: 5,698 軒 - 住居密度: 218.5軒/km2（565.8 軒/mi2） 人種別人口構成 - 白人: 70.6% - アフリカン・アメリカン: 17.7% - ネイティブ・アメリカン: 0.4% - アジア人: 2.0% - 太平洋諸島系: 0.1% - その他の人種: 0.3% - 混血: 1.9% - ヒスパニック・ラテン系: 6.17% | 年齢別人口構成 - 18歳未満: 21.0% - 18-24歳: 13.8% - 25-44歳: 31.5% - 45-64歳: 22.2% - 65歳以上: 11.5% - 年齢の中央値: 35歳 - 性比（女性100人あたり男性の人口） - 総人口: 112.4 - 18歳以上: 113.0 世帯と家族（対世帯数） - 18歳未満の子供がいる: 27.9% - 結婚・同居している夫婦: 46.1% - 未婚・離婚・死別女性が世帯主: 13.1% - 非家族世帯: 36.3% - 単身世帯: 27.7% - 65歳以上の老人1人暮らし: 7.4% - 平均構成人数 - 世帯: 2.34人 - 家族: 2.84人 | 収入と家計 - 収入の中央値 - 世帯: 39,327米ドル - 家族: 45,246米ドル - 性別 - 男性: 30,354米ドル - 女性: 22,374米ドル - 人口1人あたり収入: 22,629米ドル - 貧困線以下 - 対人口: 17.4% - 対家族数: 6.0% - 18歳未満: 10.9% - 65歳以上: 6.2% |

## 市政府とインフラ
ハナハン市の政府は市政委員会方式である。市政委員会は市の行政府であり、市管理官を雇用する。市政委員と市長は市民の投票で選出される。市長は市政委員を兼ね、委員会の会合を主宰し、公式行事では市の代表になる。市政委員会は管理部門の長を雇用し、また解雇できる。市長と市政委員は給与こそ少ないものの、常勤ではなく、他の職業を持つ市民である。
ハナハン消防署には駐屯所が3か所ある。第1駐屯所はキャンベル通り5826に、第2駐屯所は南バシリカ・アベニュー1200に、第3駐屯所は急速に成長しているタナー・プランテーション地域のウィリアムス・レーン1101にある。消防車隊3個、タワー隊1個、医療隊1個を運営し、シフト長の乗る隊長車もある。
チャールストン海軍統合ブリッグを含めチャールストン海軍武器基地の敷地の一部が市内にある。

## 気候
| ハナハン（空港、1981年–2010年平均）の気候 | ハナハン（空港、1981年–2010年平均）の気候 | ハナハン（空港、1981年–2010年平均）の気候 | ハナハン（空港、1981年–2010年平均）の気候 | ハナハン（空港、1981年–2010年平均）の気候 | ハナハン（空港、1981年–2010年平均）の気候 | ハナハン（空港、1981年–2010年平均）の気候 | ハナハン（空港、1981年–2010年平均）の気候 | ハナハン（空港、1981年–2010年平均）の気候 | ハナハン（空港、1981年–2010年平均）の気候 | ハナハン（空港、1981年–2010年平均）の気候 | ハナハン（空港、1981年–2010年平均）の気候 | ハナハン（空港、1981年–2010年平均）の気候 | ハナハン（空港、1981年–2010年平均）の気候 |
| 月                                        | 1月                                       | 2月                                       | 3月                                       | 4月                                       | 5月                                       | 6月                                       | 7月                                       | 8月                                       | 9月                                       | 10月                                      | 11月                                      | 12月                                      | 年                                        |
| ----------------------------------------- | ----------------------------------------- | ----------------------------------------- | ----------------------------------------- | ----------------------------------------- | ----------------------------------------- | ----------------------------------------- | ----------------------------------------- | ----------------------------------------- | ----------------------------------------- | ----------------------------------------- | ----------------------------------------- | ----------------------------------------- | ----------------------------------------- |
| 平均最高気温 °F （°C）                    | 59.0 (15)                                 | 62.8 (17.1)                               | 69.6 (20.9)                               | 76.5 (24.7)                               | 83.2 (28.4)                               | 88.4 (31.3)                               | 91.1 (32.8)                               | 89.6 (32)                                 | 84.9 (29.4)                               | 77.1 (25.1)                               | 69.8 (21)                                 | 61.6 (16.4)                               | 76.1 (24.5)                               |
| 平均最低気温 °F （°C）                    | 38.1 (3.4)                                | 41.2 (5.1)                                | 47.2 (8.4)                                | 53.8 (12.1)                               | 62.4 (16.9)                               | 70.2 (21.2)                               | 73.6 (23.1)                               | 72.9 (22.7)                               | 67.8 (19.9)                               | 57.3 (14.1)                               | 48.1 (8.9)                                | 40.6 (4.8)                                | 56.1 (13.4)                               |
| 降水量 inch （mm）                        | 3.70 (94)                                 | 2.96 (75.2)                               | 3.71 (94.2)                               | 2.91 (73.9)                               | 3.02 (76.7)                               | 5.64 (143.3)                              | 6.52 (165.6)                              | 7.15 (181.6)                              | 6.10 (154.9)                              | 3.75 (95.3)                               | 2.43 (61.7)                               | 3.11 (79)                                 | 50.99 (1,295.1)                           |
| 降雪量 inch （cm）                        | 0.1 (0.3)                                 | 0.2 (0.5)                                 | 0 (0)                                     | 0 (0)                                     | 0 (0)                                     | 0 (0)                                     | 0 (0)                                     | 0 (0)                                     | 0 (0)                                     | 0 (0)                                     | 0 (0)                                     | 0.3 (0.8)                                 | 0.6 (1.5)                                 |
| 平均降水日数 （≥0.01 in）                 | 9.5                                       | 8.6                                       | 7.9                                       | 7.7                                       | 7.8                                       | 11.9                                      | 13.0                                      | 13.2                                      | 10.0                                      | 7.3                                       | 7.0                                       | 8.7                                       | 112.6                                     |
| 平均降雪日数 （≥0.1 in）                  | 0.1                                       | 0.1                                       | 0                                         | 0                                         | 0                                         | 0                                         | 0                                         | 0                                         | 0                                         | 0                                         | 0                                         | 0.2                                       | 0.4                                       |
| 平均月間日照時間                          | 179.8                                     | 189.3                                     | 244.9                                     | 276.0                                     | 294.5                                     | 279.0                                     | 288.3                                     | 257.3                                     | 219.0                                     | 223.2                                     | 189.0                                     | 170.5                                     | 2,810.8                                   |
| 出典：NOAA, HKO (日照 1961–1990)          |                                           |                                           |                                           |                                           |                                           |                                           |                                           |                                           |                                           |                                           |                                           |                                           |                                           |

## 軍隊
チャールストン大都市圏（チャールストン、ノースチャールストン、グースクリーク、ハナハン各市）の一部にはアメリカ軍の部隊等が駐屯している。冷戦時代、海軍基地（1902年-1996年）はアメリカ合衆国で第3位の軍港となり、80隻以上の艦船と潜水艦が母港にしていた。さらにチャールストン海軍工廠はフリゲート艦、駆逐艦、巡洋艦、潜水母艦の修繕を行っていた。この工廠には原子力潜水艦の燃料補給設備もあった。
当時の武器基地は、大西洋艦隊弾道ミサイル搭載原子力潜水艦全艦の実装基地だった。弾道ミサイル搭載原子力潜水艦「ブーマー」の2個船隊と潜水母艦が武器基地を母港にし、一方、巡航ミサイル搭載原子力潜水艦の攻撃船隊である潜水艦第4船隊と潜水母艦が海軍基地を母港にしていた。1996年、この基地の大西洋ポラリス・ミサイル設備が閉鎖され、2,500個以上の核弾頭とそのUGM-27ポラリス・ミサイル、UGM-96ポセイドン・ミサイルの潜水艦発射弾道ミサイルは、アメリカ海兵隊安全確保部隊によって保管、維持、保護されている。
2010年、空軍基地（広さ3,877エーカー、15.5 km2）と海軍武器基地（広さ17,000エーカー、68 km2）が合併してチャールストン統合基地となった。この基地は広さが20,877エーカー (83.5 km2) あり、53の軍事部署と政府機関が入り、空兵、水兵、陸兵、海兵、沿岸警備兵、国防総省雇員とその家族、および退役者79,000人以上にサービスを提供している。

### 海軍
- チャールストン海軍武器基地、チャールストン統合基地（広さ17,000エーカー、68 km2）、グースクリークとハナハン各市内
- 航空海洋戦大西洋システムセンター
- 海軍原子力訓練コマンド
- 原子力学校
- 原子力訓練部隊
- 繫留訓練艦ダニエル・ウェブスター
- 繫留訓練艦サム・レイバーン
- 繫留訓練艦ラホーヤ、2015年配属
- 繫留訓練艦サンフランシスコ、2015年配属
- チャールストン海軍統合ブリッグ、東海岸
- 移動機雷組立第11部隊
- チャールストン海軍作戦支援センター
- 海軍予備センター
- 海軍弾薬司令部チャールストン支所
- 爆発性物資支所
- チャールストン海軍健康クリニック
- 海軍歯科クリニック

- 海軍犯罪捜査サービス、訓練施設、連邦施設
- 海軍ロールオン・ロールオフ船レイバース、軍事海上輸送司令部、連邦施設
- MV ケープ・デュケイト (T-AKR-5051)、軍事海上輸送司令船、準予備軍、連邦施設
- MV ケープ・ダグラス (T-AKR-5052)、軍事海上輸送司令船、準予備軍、連邦施設
- MV ケープ・ドミンゴ (T-AKR-5053)、軍事海上輸送司令船、準予備軍、連邦施設
- MV ケープ・ディシジョン (T-AKR-5054)、軍事海上輸送司令船、準予備軍、連邦施設
- MV ケープ・ダイアモンド (T-AKR-5055)、軍事海上輸送司令船、準予備軍、連邦施設
- MV ケープ・エドモント (T-AKR-5069)、軍事海上輸送司令船、準予備軍、連邦施設

### 空軍
- チャールストン空軍基地、チャールストン統合基地（広さ3,877エーカー、15.5 km2)、ノースチャールストン
- チャールストン空軍補助基地（広さ2,393エーカー、9.57 km2)
- チャールストン防衛燃料貯蔵および配給施設、ハナハン
- 第628空軍基地団
- 第628任務支援航空群
- 第628医療航空群
- 第315空輸航空団
- 第437空輸航空団
- 第373訓練飛行中隊、第5分遣隊
- 第1戦闘カメラ飛行中隊
- 第412兵站支援飛行中隊 OL-AC
- 空軍 ROTC Det 772
- 州軍パトロール – チャールストン・コンポジット飛行中隊

### 海兵隊
- アメリカ海兵隊予備センター、海軍武器基地

### 沿岸警備隊
- 沿岸警備隊チャールストン・セクター（第7地区）
- 沿岸警備隊チャールストン基地
- 沿岸警備隊ヘリコプター稼働施設、ジョンズ島
- 沿岸警備隊ユーロコプター HH-65 ドルフィン、ジョンズ島
- 沿岸警備隊予備隊、チャールストン
- 沿岸警備隊海事法執行アカデミー、連邦施設
- USCGC ハミルトン (WMSL-753) バーソルフ級カッター、連邦施設
- USCGC ジェイムズ (WMSL-754) バーソルフ級カッター、連邦施設
- USCGC ターポン、マリンプロテクター型沿岸警備艇、タイビー島
- USCGC イエローフィン、マリンプロテクター型沿岸警備艇、チャールストン
- USCGC アンビル、チャールストン

### 陸軍
- アメリカ陸軍工兵司令部チャールストン地区
- サウスカロライナ州軍陸兵
- 陸軍予備役訓練センター、海軍武器基地
- 陸軍第841輸送大隊、海軍武器基地
- 陸軍第1182配置配給支援大隊、海軍武器基地
- 陸軍第1189輸送旅団、予備役司令部、海軍武器基地
- 陸軍戦略兵站活動部、海軍武器基地

### 連邦施設（元チャールストン海軍工廠）、ノースチャールストン
- 連邦政府法執行訓練センター、国土安全保障省
- 係留 FLETC 訓練船、 ケープ・シャルマース (USNS Cape Chalmers, T-AK-5036)
- シーホーク省庁間作戦センター
- 税関おおび国境警備隊サテライト・アカデミー
- 移民および税関強制サテライト・アカデミー
- アメリカ合衆国裁判所、連邦執行猶予および公判前サービス・アカデミー
- 食品及び薬物管理訓練アカデミー
- アメリカ海洋大気庁(NOAAS)
- NOAAS ナンシー・フォスター (R 352)
- NOAAS ロナルド・H・ブラウン (R 104)
- アメリカ合衆国国務省
- グローバル・ファイナンシャル・サービスセンター、アメリカ合衆国国務省
- パスポート・サービスセンター、アメリカ合衆国国務省
- 連邦海事局

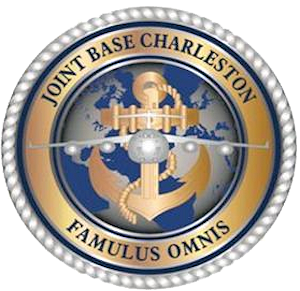
チャールストン統合基地
アメリカ海兵隊
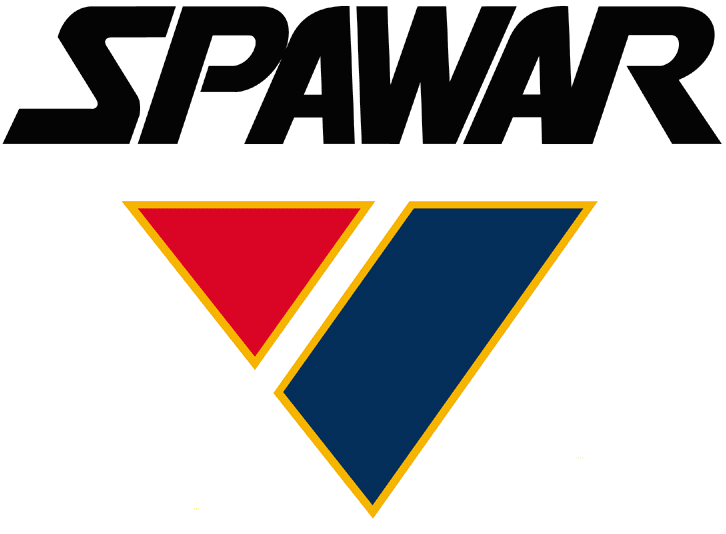
航空海洋戦大西洋システムセンター
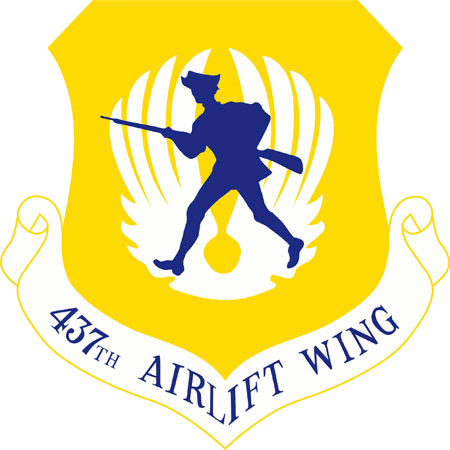
第437空輸大隊
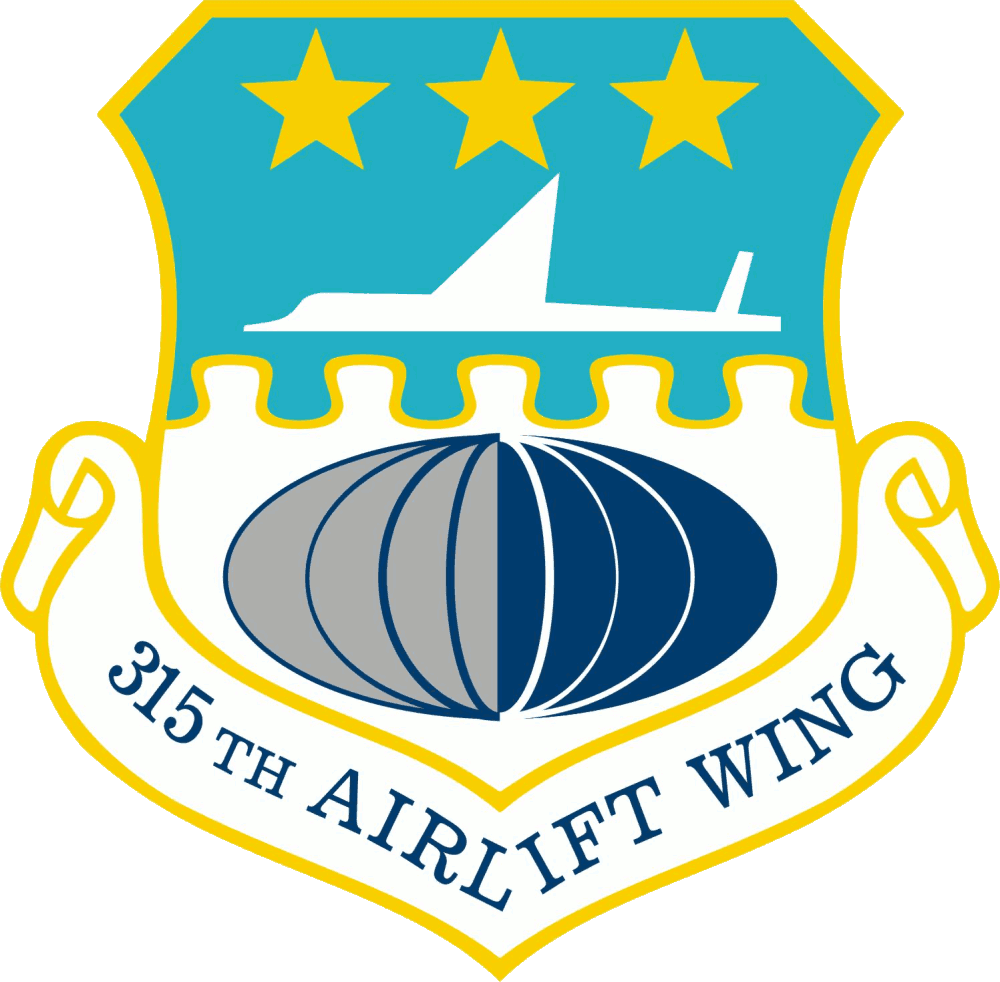
第315空輸大隊
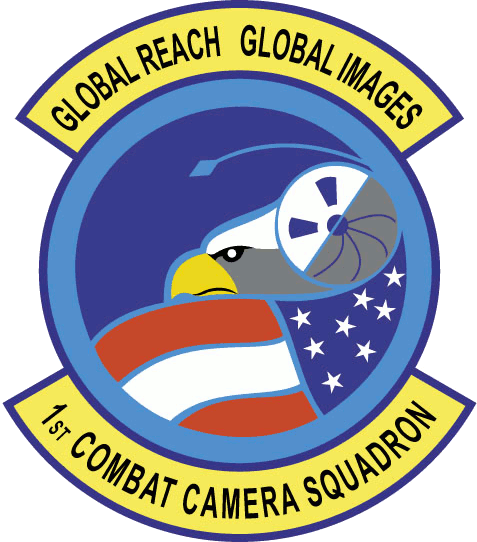
第1戦闘カメラ大隊
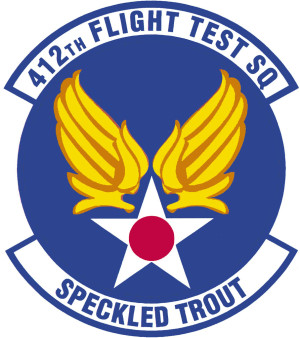
第412飛行試験大隊
アメリカ陸軍工兵司令部